# Vojaške vede
Vojaške vede (tudi obramboslovje, obrambologija; angleško Defence Studies) so vse vede, ki se ukvarjajo s preučevanjem, razvojem, načrtovanjem, organizacijo,... vojske/oboroženih sil.

## Seznam vojaških ved
- Polemologija
- Vojaška in vojna zgodovina
- Vojaška terminologija
- Vojaško in vojno pravo
- Vojaška psihologija